# Cerco de Roses (1808)
O cerco de Roses, que ocorreu de 7 de novembro a 5 de dezembro de 1808, viu um corpo do Primeiro Império Francês liderado por Laurent de Gouvion Saint-Cyr investir contra uma guarnição catalã do Reino da Espanha comandada por Peter O'Daly. Após um cerco de um mês, no qual o porto e a cidade de Roses foram capturados e o vizinho Castelo da Trindade foi atacado por mais de 13.000 soldados de infantaria, artilharia e cavalaria franceses e italianos com pesados trens de cerco nas colinas acima, a citadela foi rendida às forças napoleônicas. Roses está localizada 43 km a nordeste de Girona, na Catalunha, Espanha. A ação ocorreu durante a Guerra Peninsular, parte das Guerras Napoleônicas.
No verão e outono de 1808, um corpo imperial francês sob o comando de Guillaume Philibert Duhesme foi isolado em Barcelona por um exército espanhol de 24.000 homens liderado por Juan Miguel de Vives y Feliu. Com 23.000 homens, Gouvion Saint-Cyr se deslocou da fronteira francesa para socorrer as tropas de Duhesme. O primeiro obstáculo à missão de Gouvion Saint-Cyr foi o porto de Roses, defendido por uma grande citadela, com acessos marítimos defendidos por um castelo no promontório. Os 3.500 defensores catalães e espanhóis de Roses eram, em sua maioria, milícias locais, reforçadas por uma pequena unidade de soldados regulares da guarnição de Fija de Roses. Embora auxiliados por um bombardeio das linhas francesas por vários navios de guerra britânicos comandados pelo Capitão Robert Hallowell e uma forte defesa do castelo por soldados regulares catalães e milícias, com homens da fragata de 38 canhões HMS Imperieuse, comandada por Thomas Cochrane, a guarnição foi incapaz de impedir o avanço das linhas de cerco franco-italianas, que apertavam o cerco à citadela. Os defensores acabaram capitulando, os soldados e civis dentro da citadela foram levados como prisioneiros em Figueres e os defensores locais do castelo foram levados pelos britânicos para se juntarem às forças espanholas de Vivès nos pântanos ao sul. Gouvion Saint-Cyr ainda enfrentava o problema de passar por Girona para socorrer os soldados de Duhesme. O general francês realizou uma manobra ousada, porém arriscada, e o resultado foi a Batalha de Cardadeu, em 16 de dezembro.

## Antecedentes
A invasão da Espanha por Napoleão Bonaparte começou com a Batalha de Zornoza.

### Operações iniciais
O Imperador Napoleão I conspirou para substituir a família real do Reino da Espanha. Seguindo seu plano, ele ordenou que vários pontos-chave, incluindo Barcelona, fossem tomados em fevereiro de 1808. Em 29 de fevereiro, as tropas imperiais francesas do General de Divisão Giuseppe Lechi marchavam por Barcelona, ostensivamente para ajudar a combater Portugal. Lechi organizou uma revista militar, mas foi apenas um pretexto para assumir o controle da citadela. Ao passarem pelo portão principal da fortaleza, os soldados viraram repentinamente à esquerda e correram para dentro. Sem derramar uma gota de sangue, as tropas imperiais expulsaram a frustrada guarnição espanhola das fortificações e ocuparam o local. Entre outros pontos-chave, os franceses também tomaram San Sebastián, Pamplona e Figueres. Em 2 de maio de 1808, o povo espanhol enfurecido se rebelou contra os ocupantes franceses.
Um corpo franco-italiano de 12.710 homens, comandado pelo General de Divisão Guillaume Philibert Duhesme, guardava Barcelona em junho de 1808. A 1ª Divisão do General de Divisão Joseph Chabran era composta por 6.050 soldados em oito batalhões, enquanto a 2ª Divisão de Lechi contava com 4.600 homens em seis batalhões. Os Generais de Brigada Bertrand Bessières e François Xavier de Schwarz lideravam 1.700 cavaleiros em nove esquadrões. Havia ainda 360 artilheiros. As autoridades francesas em Madri esperavam confiantemente que o corpo de Duhesme reprimisse rapidamente a rebelião na Catalunha, mas subestimaram grosseiramente sua gravidade. Os miquelets, a milícia catalã, compareceram em grande número para perseguir seus inimigos. Em junho, Schwarz e Chabran foram derrotados nas Batalhas de El Bruch e Duhesme foi repelido no Cerco de Girona (1808).
Finalmente despertando para a realidade, Napoleão ordenou que o General de Divisão Honoré Charles Reille e uma divisão de reforços auxiliassem Duhesme. As tropas eram de baixa qualidade e estavam espalhadas pelo sul da França, mas Reille rapidamente reuniu uma fração dessa força e libertou com sucesso a guarnição francesa de Figueres. Acompanhado por mais membros de sua divisão, marchou em seguida para o porto de Roses.

### Primeiro ataque a Roses

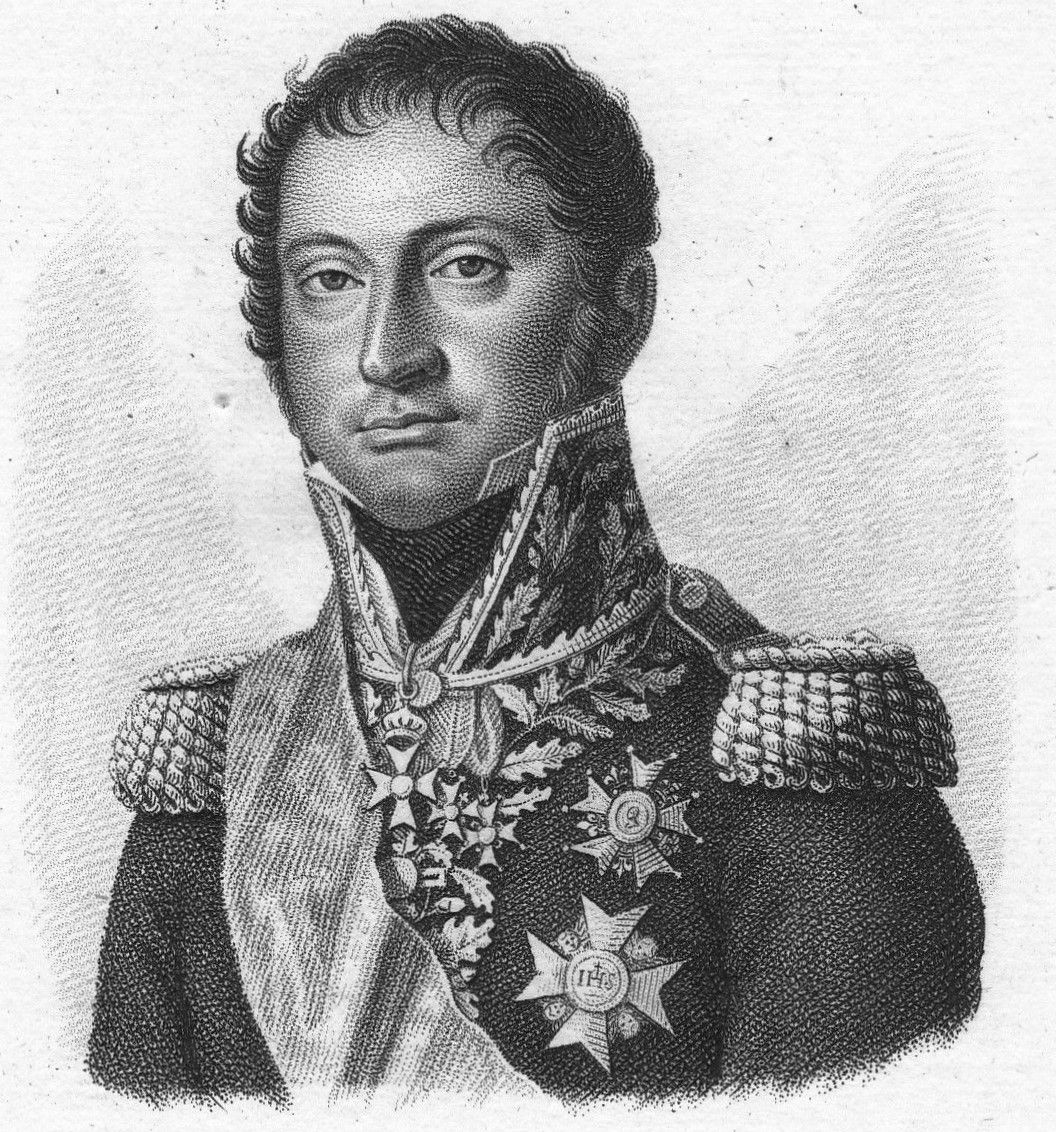
Honoré Charles Reille. A impressão mostra um homem barbeado, de cabelos escuros, olhando diretamente para o observador. Ele veste um casaco militar escuro com dragonas e várias medalhas.

Reille comandava 4.000 homens e dois canhões. Essas tropas incluíam dois batalhões do 113º Regimento de Infantaria de Linha, 560 homens da Pyrenées Orientales Guarda Nacional Francesa, duas companhias do 2º Regimento de Infantaria Suíço, 700 gendarmes e reservas de departamento, além de vários batalhões de marcha e conscritos. Roses foi defendida por cerca de 800 homens do regimento Fija de Roses e 400 miquelets, a milícia catalã, com mais 5.000 miquelets sob o comando do Coronel Juan Clarós nas colinas próximas. Os defensores receberam um reforço quando o navio de guerra britânico HMS Montagu, sob o comando do Capitão Robert Otway, surgiu no porto e desembarcou seus fuzileiros navais para ajudar. Reille lançou um ataque em 11 de julho de 1808, mas suas tropas foram repelidas com 200 baixas. As perdas espanholas foram leves. 
Frustrado em Roses, Reille seguiu em direção a Girona. Ao chegar lá, juntou-se a Duhesme para iniciar o Cerco de Girona. Enquanto isso, 5.000 soldados regulares espanhóis das Ilhas Baleares, comandados pelo Marquês Del Palacio, desembarcaram em Tarragona. Nomeado Capitão-General da Catalunha, Del Palacio juntou-se aos seus soldados regulares e a uma grande massa de soldados irregulares catalães para iniciar um bloqueio a Barcelona, em 1º de agosto de 1808. A guarnição ítalo-suíça de 3.500 homens de Lechi defendeu a cidade. Em meio a uma grande população que ameaçava se revoltar a qualquer momento, Lechi começou a enviar relatórios alarmantes a Duhesme após ser obrigado a abandonar seus postos avançados, como o castelo de Mongat. 
Embora Duhesme tenha reunido 13.000 soldados para a operação de cerco, ela fracassou após começar em 24 de julho e se arrastar até 16 de agosto. Quando suas linhas de cerco foram atacadas pela retaguarda por uma força sob o comando de Raimundo Caldagues y Remond, o Conde de Caldagues, Duhesme desistiu e ordenou a retirada. Ele enterrou seus pesados canhões de cerco, queimou seus suprimentos e retornou a Barcelona, enquanto Reille recuou para Figueres. Enquanto marchavam pela estrada costeira, as colunas de Duhesme foram bombardeadas pela fragata britânica HMS Iphigenia, comandada pelo Capitão Thomas Cochrane. Diante dessa ameaça e das demolições da estrada pelos miquelets, os franceses desviaram-se da vulnerável rodovia costeira. Depois de lançar oito canhões de campanha ao mar e deixar para trás seu comboio de bagagem, os homens de Duhesme avançaram para as montanhas e finalmente chegaram a Barcelona em 20 de agosto.  Uma fonte descreveu a coluna imperial como "uma multidão faminta e desmoralizada" quando chegou. Em outubro, Napoleão nomeou o General de Divisão Laurent Gouvion Saint-Cyr e um novo corpo para substituir as tropas de Barcelona.

### Forças oponentes

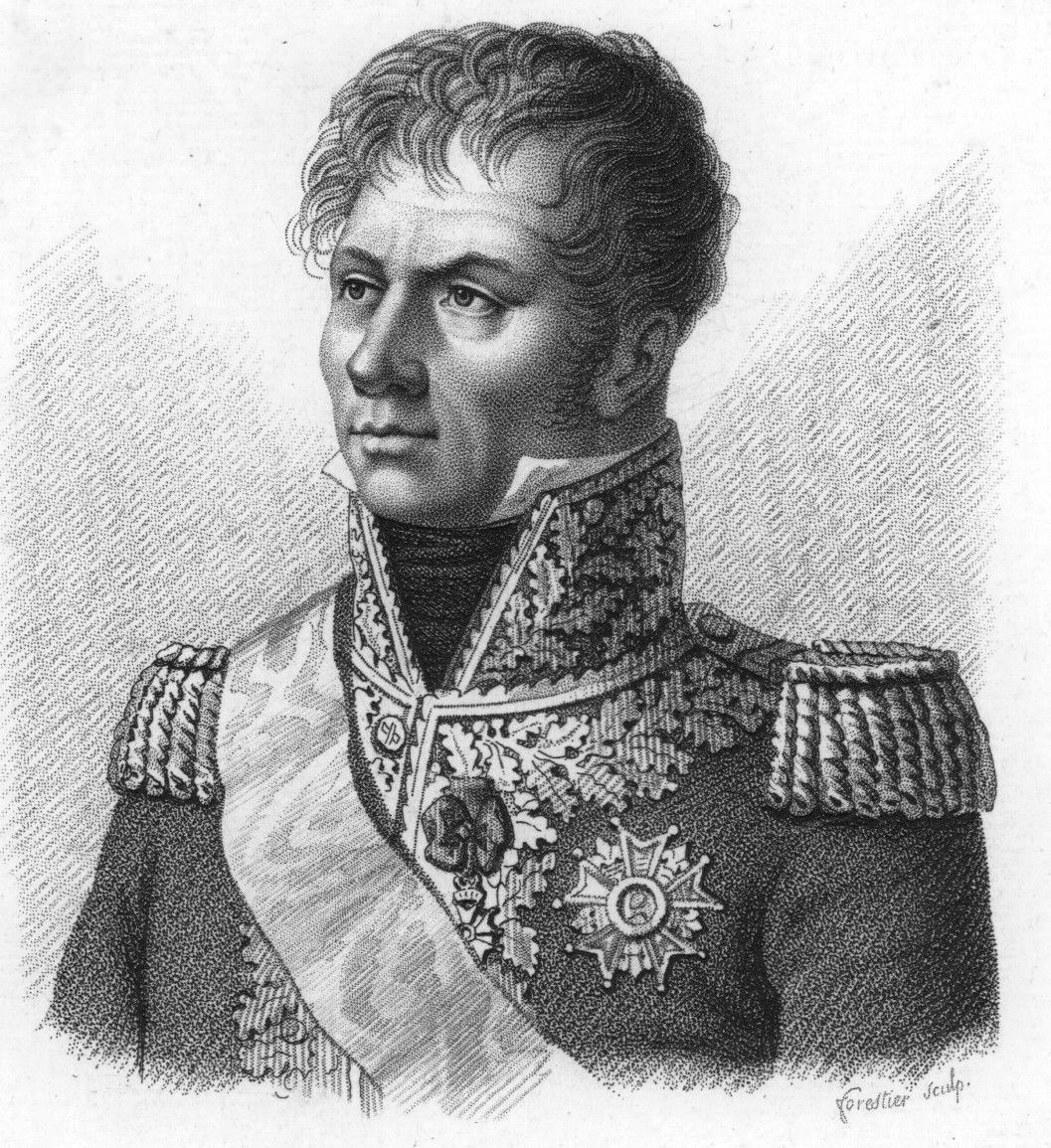
Laurent Gouvion Saint-Cyr. A impressão retrata um homem sem chapéu e barbeado, com um olhar confiante. Olhando para a esquerda do observador, ele veste um casaco militar escuro com dragonas e uma gola alta com muitos galões dourados.

O recém-ativado VII Corpo era composto por seis divisões de infantaria e três brigadas de cavalaria. A 1ª Divisão de Chabran, a 2ª Divisão de Lechi e as brigadas montadas de Bessières e Schwarz estavam confinadas em Barcelona com Duhesme. Com Gouvion Saint-Cyr estavam a 3ª Divisão de Reille, com 12 batalhões, a 4ª Divisão de 10 batalhões do General de Divisão Joseph Souham, a 5ª Divisão de 13 batalhões do General de Divisão Domenico Pino, a 6ª Divisão de três batalhões de Louis François Jean Chabot, e a brigada de cavalaria do General de Brigada Jacques Fontane, com um regimento de dragões e um regimento de cavalaria leve. Havia também um regimento de dragões independente. Incluindo as tropas de Duhesme, que estavam retidas, o VII Corpo contava com 42.380 soldados. Para aumentar essa força, Napoleão teve que transferir tropas da Itália para a Espanha. Em 28 de outubro, a artilharia de cerco finalmente chegou à fronteira.
Encurralados em Barcelona, os 10.000 soldados restantes de Duhesme estavam em situação vulnerável, mas Del Palacio não pressionou as operações com vigor. Em vez disso, ordenou a Caldagues que mantivesse uma linha de 24 km de extensão com 2.000 soldados regulares e 4.000 a 5.000 miquelets, permanecendo em Tarragona, longe da ação. Duhesme enviava periodicamente fortes colunas para saquear a região de alimentos e suprimentos para seus soldados. Em 12 de outubro, uma coluna foi brutalmente atacada e as incursões finalmente cessaram. Finalmente, em 28 de outubro, a Junta Catalã substituiu Del Palacio pelo Capitão-General Juan Miguel de Vives y Feliu. O novo comandante era um veterano da Guerra dos Pireneus, tendo comandado a ala esquerda espanhola na Batalha de Boulou, em 1794. De Vives atacou a linha de postos avançados franceses em 6 de novembro. Depois disso, os espanhóis permaneceram inertes até 26 de novembro, quando a ofensiva de De Vives forçou os franceses a se refugiarem atrás das muralhas de Barcelona.
No outono de 1808, os 20.031 homens do Exército da Catalunha foram organizados em uma vanguarda, quatro divisões e uma reserva. O General de brigada Mariano Álvarez de Castro liderou a Vanguarda com 5.500 soldados de infantaria em 10 batalhões e 100 de cavalaria em um esquadrão. O Marechal de Campo Caldagues comandou a 1ª Divisão com 4.528 soldados de infantaria em sete batalhões, 400 cavaleiros em quatro esquadrões e seis canhões servidos por 70 artilheiros. O Marechal de Campo Gregorio Laguna comandou a 2ª Divisão com 2.076 soldados em cinco batalhões, 200 de cavalaria em dois esquadrões e sete peças de artilharia servidas por 84 artilheiros. O Coronel Gaspar Gomez de la Serna liderou a 3ª Divisão com 2.458 homens em cinco batalhões e o Coronel Francisco Milans del Bosch comandou a 4ª Divisão com 3.710 soldados em quatro batalhões. Havia também uma reserva de 777 soldados de infantaria, 80 de cavalaria e 48 artilheiros servindo quatro canhões.

## Cerco

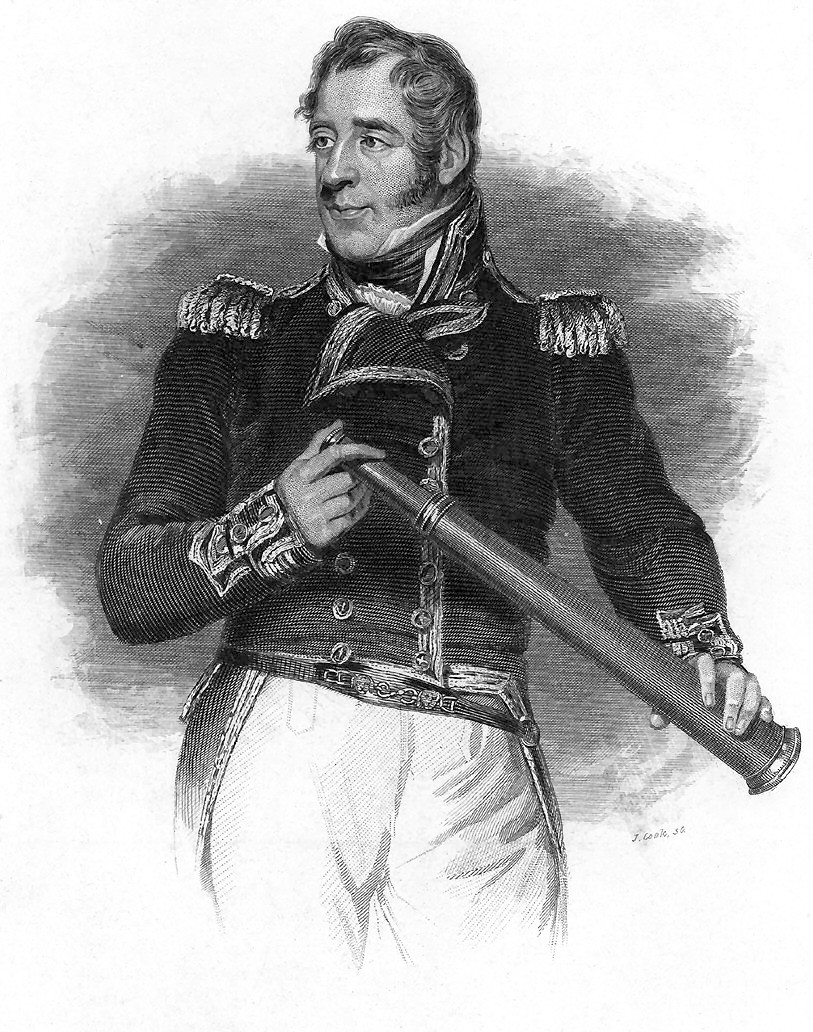
Thomas Cochrane. A impressão mostra um homem com costeletas, vestindo um casaco militar escuro e calças brancas, olhando para a esquerda do observador. O oficial da marinha segura uma luneta com as duas mãos.

A força de campo de Gouvion Saint-Cyr contava com 23.000 homens. Ele nomeou Reille para gerenciar o cerco, enquanto ele e o restante do corpo estavam de prontidão para repelir qualquer tentativa de socorro. Reille contava com 12.000 soldados imperiais em 24 batalhões, apoiados por quatro baterias de artilharia a pé. Para o cerco, o general francês empregou suas próprias divisões e as de Pino. A 3ª Divisão de Reille incluía um batalhão de cada um dos 16º, 32º, 56º e 113º Regimentos de Infantaria de Linha, quatro batalhões do Regimento de Perpignan e os Batalhões de Valais, Chasseurs des Montagnes e 5º da Legião de Reserva. A 5ª Divisão de Pino era composta por três batalhões de cada um dos 1º, 2º e 6º Regimentos de Infantaria de Linha italianos, dois batalhões do 4º Regimento de Infantaria de Linha italiano e um batalhão de cada um dos 5º e 7º Regimentos de Infantaria de Linha italianos. 
A guarnição de Roses era composta por 3.500 soldados e 58 canhões, comandados pelo Coronel Peter O'Daly. O pequeno núcleo de regulares era representado por 150 homens do Regimento de Infantaria Ultonia, uma companhia do Regimento Suíço Wimpffen, um meio-batalhão da 2ª Infantaria Leve de Barcelona e 120 artilheiros. Mais tarde, no cerco, um batalhão fraco do Regimento de Infantaria Borbon desembarcou. O restante da guarnição era composto pelos Terços Berga, Figueras, Igualada e Lérida, que eram formações de miquelets. O apoio naval era fornecido pelo navio de terceira classe britânico HMS Excellent, do Capitão John West. À medida que o cerco avançava, o Excellent foi substituído pelo HMS Fame, do Capitão Richard Bennett. Também estavam presentes dois bombardeiros, o HMS Meteor e o HMS Lucifer. O HMS Imperieuse de Cochrane chegou mais tarde no cerco.

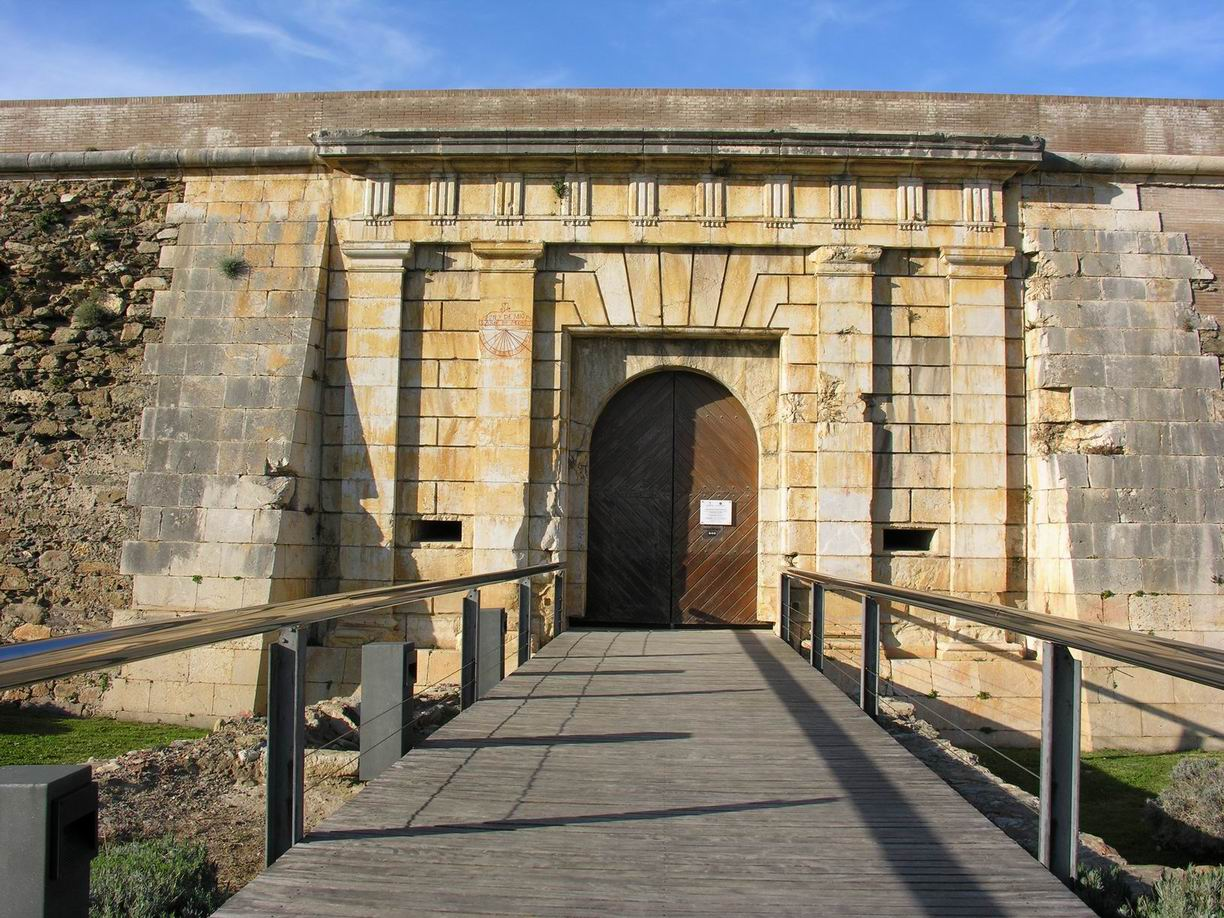
Portal del Mar (Porta do Mar), Fortaleza de Roses. A foto mostra o portão em arco de uma fortaleza de pedra e a ponte que a acessa.

O porto de Roses foi dotado de uma citadela do tipo 
Vauban, a Ciutadella de Roses e do satélite Castell de la Trinitat. Em 1543, Carlos V do Sacro Império Romano-Germânico ordenou a construção dessas fortificações. As obras foram concluídas em 1570 e foram sitiadas em 1645, 1693 e 1794-1795. A citadela era um pentágono modificado com cinco bastiões. Quatro meias-luas cobriam todos os lados, exceto o lado do mar. O Castell de la Trinitat era um forte periférico em forma de estrela de quatro pontas, situado numa elevação de 60 m de altura. A citadela está localizada a oeste de Roses, enquanto o castelo se ergue sobre um promontório a cerca de dois quilômetros ao sul-sudeste da citadela, ao longo de um promontório fortemente curvado. Uma elevação de 300 m de altura avista o castelo a nordeste.

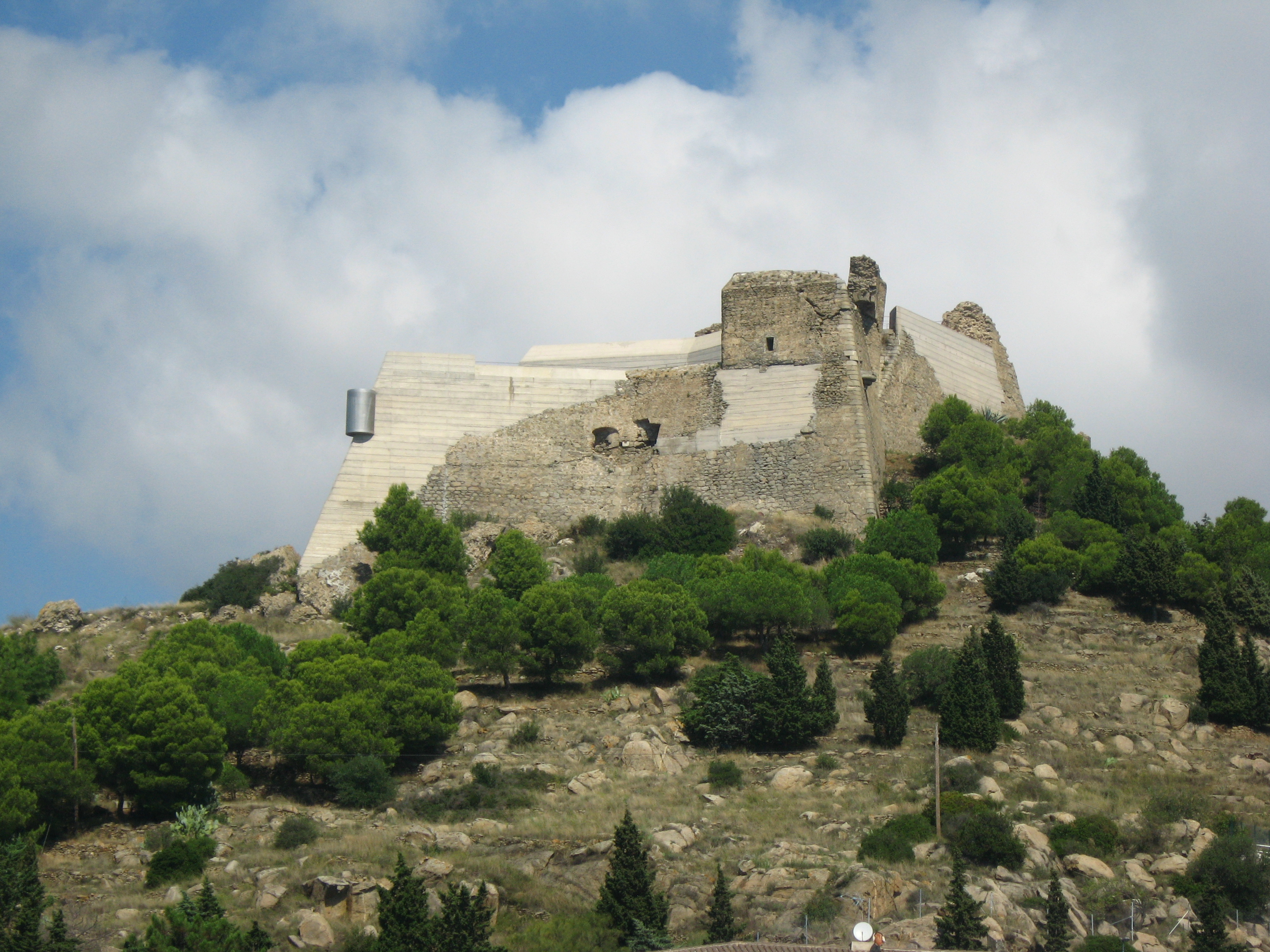
Castell de la Trinitat, um forte periférico.

Em 8 de novembro, uma densa neblina se instalou sobre a terra e uma força de miquelets aproveitou a oportunidade para atacar o corpo do Gouvion Saint-Cyr enquanto a guarnição de O'Daly avançava contra o acampamento de Reille. Nenhuma das ações interrompeu a operação de cerco. Naquele dia, todos os civis foram evacuados da cidade por mar. Após uma semana de fortes chuvas, Reille atacou o Castell de la Trinitat, mas foi repelido. Os canhões pesados chegaram a Roses em 16 de novembro e os homens de Reille logo cavaram posições para eles, após a chuva ter parado. Embora tivesse muitos soldados disponíveis, de Vives recusou-se a organizar uma expedição de socorro. Álvarez tentou marchar em auxílio de Roses a partir de Girona, mas foi detido no rio Fluvià.
Os italianos invadiram a cidade com sucesso em 26 de novembro. Isso permitiu que Reille construísse uma bateria na orla marítima que ameaçava os navios de guerra britânicos. Nessa época, O'Daly recebeu o reforço de um batalhão de soldados regulares. No dia 28, Reille convocou a fortaleza à rendição, mas O'Daly recusou. Cochrane chegou e assumiu o comando do castelo, que estava sob o controle de espanhóis e marinheiros da esquadra britânica. Em 30 de novembro, os homens de Pino tentaram invadir o castelo, sem sucesso. Após a repulsa, Reille ignorou a posição e concentrou-se em reduzir a citadela.
O bombardeio francês logo abriu uma brecha nas muralhas da fortaleza. Em 3 de dezembro, o comandante espanhol enviou 500 homens para tomar a bateria mais letal das brechas. O ataque fracassou com pesadas perdas e os atacantes retornaram às suas posições em desordem. No dia 4, as trincheiras de Reille estavam a 200 m das muralhas e suas tropas começaram a se preparar para um ataque completo. O'Daly então se rendeu incondicionalmente e, em 5 de dezembro, 2.366 soldados espanhóis depuseram as armas. Durante o cerco, os espanhóis sofreram cerca de 700 baixas adicionais. Ao meio-dia do dia da capitulação, após o arriamento das bandeiras catalã e espanhola, Cochrane abandonou o castelo, destruindo seu bastião e torre com pólvora da "Imperieuse", e embarcou seus 180 defensores. O fogo pesado de artilharia impediu o esquadrão britânico de resgatar o restante da guarnição. Os franco-italianos perderam cerca de 1.000 mortos, feridos e vítimas de doenças.

## Consequências
Tendo perdido um mês inteiro na rendição de Roses, era imperativo que o corpo imperial chegasse a Duhesme, cuja situação de abastecimento estava se tornando crítica. Havia duas estradas que Gouvion Saint-Cyr poderia usar para chegar a Barcelona. A estrada costeira estava bloqueada e dentro do alcance do esquadrão de Cochrane. Os desafiadores defensores de Girona estavam no caminho da estrada interior. Na esperança de convencer de Vives que queria sitiar Girona, o general francês chegou à cidade com 15.000 soldados de infantaria e 1.500 de cavalaria. Enviando de volta sua artilharia e comitiva de bagagem, Gouvion Saint-Cyr liderou suas tropas para as montanhas no dia seguinte. Abrindo caminho através de uma força de miquelets no dia 12, sua coluna contornou Girona e alcançou a rodovia interior em Sant Celoni no dia 15. Isso preparou o cenário para a Batalha de Cardadeu, em 16 de dezembro de 1808.
A invasão de Napoleão na Espanha prosseguiu com a Batalha de Gamonal.